# Україна-Північний полюс-2000

Емблема експедиції

«Україна — Північний полюс — 2000» — арктична експедиція з 4 по 21 квітня 2000 р. Вперше в історії України була проведена з метою популяризації України як могутньої авіаційної та спортивної держави світу.
Вона складалася з двох частин: перельоту за маршрутом Київ – Хатанга — Північний полюс — Хатанга — Київ і десантування парашутистів з літака Іл-76МД на дрейфуючу крижину Північного полюсу серед безмежних вод Північного льодовитого океану та перельоту літака Ан-28 за аналогічним маршрутом з посадкою на ту ж крижину.
До експедиції входило 43 учасники, в тому числі: 
- 22 спортсмени — парашутисти України (десантна група);

- 6 членів екіпажу (пілоти і техніки) літака Ан-28 Центрального аероклубу (ЦАК) ім. О. К. Антонова Товариства сприяння обороні (ТСО) України;

- 11 членів екіпажу літака Іл-76МД Військово-повітряних сил (ВПС) Збройних Сил України (ЗСУ) у складі: Шушарін К.М., Іванов В.І., Лазаренко Ю.В., Ребріков А.В., Лаптєв С.А., Воробьйов І.В., Брюханов А.А., Філімонов М.О., Іщенко І.О., Кобка А.А., Гончаренко В.Т.;
- група забезпечення - 4 чол.

Її перебіг висвітлювався 11ма представниками ЗМІ. 
Для експедиції було задіяно 5 одиниць авіаційної техніки, зокрема: літаки Ан-28 -1од.; Іл-76МД -1од.; Ан-26 -1од.; вертольоти Мі-8-2од., а також пошуково-рятувальний загін Красноярського краю РФ та Хатангінський авіаційний загін.

## План експедиції

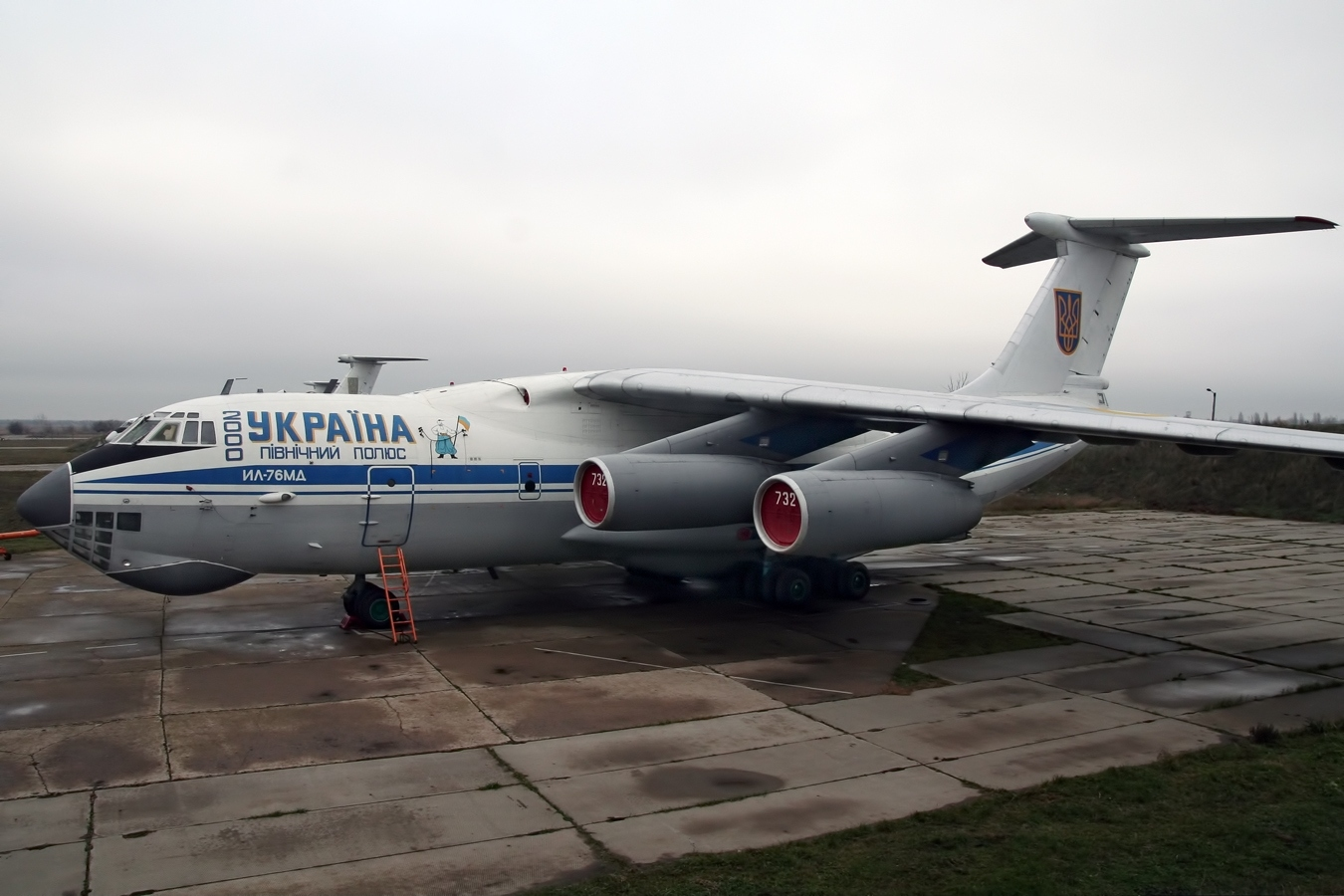
Іл-76МД який брав участь у експедиції

Підготовка та проведення експедиції відбулися в три етапи.
І етап — підготовчий.
Він тривав з жовтня 1999 р. по березень 2000 р. Було створено оргкомітет на чолі з президентом Федерації авіаційного спорту України, народним депутатом України Біласом І. Г. та заступником, народним депутатом України Манчуленком Г. М. Тренувальною базою слугував аеродром «Чайка» ЦАК ім. О. К. Антонова (начальник Грибанов В. М.) ТСО України.
Проведено організаційно-штабну роботу з планування та фінансування експедиції, пошуку спонсорів серед вітчизняних товаровиробників (жодної державної копійки на експедицію не було потрачено); встановлення контактів з відповідними структурами Росії; виготовлення екіпіровки та парашутної техніки для членів експедиції. Зокрема, фірмою «Поларіс» (м. Чернівці) було розроблено та пошито одяг для екстремальних умов низьких температур. Черевики на хутрі виготовила також Чернівецька виробничо-торгівельна фірма «Акцент ЛТД».
З листопада 1999 р. учасники десантної групи здійснювали парашутні стрибки з літаків Ан-2 та Іл-76МД в різних погодних умовах, зокрема і при суцільній хмарності та відсутності видимості до висоти (250—300) м над землею. При цьому довелося частково змінювати конструкцію парашутів «Навігатор» та проводити випробувальні стрибки з метою максимального забезпечення безпеки парашутистів при десантуванні на дрейфуючу крижину Північного полюсу. Кожний з учасників в середньому зробив більше 60 тренувальних парашутних стрибків. Усього за період підготовки було здійснено 1868 парашутних стрибків на аеродромі «Чайка».
Водночас проводилась підготовка та випробування літака Ан-28 (розробник — АНТК ім. О. К. Антонова) для безпрецедентного перельоту за маршрутом Київ — Хатанга – Північний полюс – Хатанга — Київ та посадки в лижному варіанті на дрейфуючу крижину Північного полюсу. Для цього були залучені провідні спеціалісти АНТК ім. О. К. Антонова, що мали досвід експлуатації авіаційної техніки в умовах високих широт. Командир Ан-28, пілот 1го класу Грибанов В. М. разом з льотчиком-випробувачем АНТК ім. О. К. Антонова, пілотом 1го класу Хрустицьким А. К. і помічником командира Мігуновим Р. В. здійснили випробувальні польоти в лижному варіанті.
Під час підготовки повністю були погоджені спільні дії з російською стороною щодо використання повітряного простору, забезпечення безпеки експедиції та евакуації її учасників з дрейфуючої крижини.
Начальником експедиції затверджено І. Г. Біласа, а заступником начальника експедиції — Г. М. Манчуленка.
ІІ етап — доставка учасників експедиції до місця старту.
Він розпочався 4 квітня 2000 р. з перельоту літака Ан-28 за маршрутом Київ (аеродром «Чайка») — Хатанга (аеродроми додаткових проміжних посадок не вказано). Було здійснено 8 злетів — посадок для дозаправки та технічного обслуговування літака. У Хатанзі літак підготували для польоту та посадки на дрейфуючу крижину Північного полюсу згідно з правилами польотів у високих широтах.
8 квітня 2000 р. з десантною групою експедиції зустрівся Прем'єр—міністр України. Учасники експедиції отримали благословення у Володимирському соборі (м. Київ).

Військовий майданчик аеропорту Бориспіль, перед завантаженням в Іл-76.

9 квітня 2000 р. на військовому майданчику аеропорту «Бориспіль» відбулися урочисті проводи десантної групи і групи забезпечення експедиції Міністром оборони України. О 12:00 (за Києвом) літаком Іл-76МД ВПС ЗС України вони вилетіли за маршрутом Київ — Москва (аеродром «Чкаловський») — Хатанга.
У Хатангінському авіазагоні спільно зі спеціалістами Красноярського пошуково — рятувального загону були проведені заняття з виживання в екстремальних умовах низьких температур, організації евакуації з дрейфуючої крижини. Всі учасники експедиції проживали в готелі м. Хатанга.
ІІІ етап — взяття Північного полюсу та повернення на Батьківщину.
14 квітня 2000 р. о 22.00 за місцевим часом екіпаж літака Ан-28 вилетів за маршрутом Хатанга — острів Середній — льодовий аеродром (на дрейфуючій крижині орієнтовно 200 км від Північного полюсу) — Північний полюс. Було погоджено спільні дії щодо максимально близької в часі посадки літака Ан-28 та приледнення групи парашутистів на дрейфуючу крижину Північного полюсу після десантування з борту Іл-76МД.
Група забезпечення разом з індивідуальними комплектами для тривалого перебування на крижині (у випадку форс-мажору) всіх підкорювачів полюсу літаком Ан-26 (розробник АНТК ім. О. К. Антонова) вилетіла за маршрутом Хатанга — о. Середній — льодовий аеродром. З льодового аеродрому до полюсу групу та спорядження доставляли вертольотами. Ця група, до якої долучилися і російські учасники, готувала майданчики для приледнення, базовий табір, налагоджували радіозв'язок з екіпажами Ан-28 та Іл-76, а також з материком.
15 квітня 2000 р. о 08.00 за місцевим часом десантна група літаком Іл-76МД (командир полковник Шушарін К. М., висококласний бойовий льотчик, «афганець») вилетіла за маршрутом Хатанга — Північний полюс. Час перельоту до «точки» склав майже 3 год.
До складу десантної групи були включені досвідчені парашутисти ТСО України, зокрема і такі, як абсолютний чемпіон світу, президент Федерації парашутного спорту України Тьорло І. А., рекордсменка світу Яковлєва Л. М., срібний призер чемпіонату світу Покатілов В. В. Вибула зі складу групи абсолютна чемпіонка світу Закорецька В. М., чиє ім'я внесено до Книги рекордів Гінеса (здійснила близько 12 тисяч стрибків з парашутом), оскільки під час вильоту з Борисполя (на борту Іл-76МД) пошкодила руку. Вона ввійшла до складу групи забезпечення. Зате стрибнула її донька Юлія. Разом зі своїм батьком здійснила стрибок і Анна Покатілова. Обидві доньки входили тоді до юніорської збірної України з парашутного спорту. В десантній групі були також представники ВПС і Військово — Морських Сил ЗС України, Міністерства внутрішніх справ України та Антитерористичного центру «Альфа» Служби безпеки України.
Перед десантуванням Іл-76 зробив прохід над кригою на висоті 200 м з розгерметизацією десантного відсіку, щоб парашутисти на своїх висотомірах виставили точну висоту за приладами літака та активували страхові прилади.
Десантування почалося за другим заходом (при першому заході відхилення від «точки» склало близько 1,5 км і початок відділення парашутистів від борта був вчасно зупинений) та здійснювалося у складних метеорологічних умовах при повній магнітній аномалії (навігаційні прилади були дезорієнтовані) за візуально — звуковим наведенням по рації з дрейфуючої крижини при температурі за бортом -50°С, швидкості вітру на крижині 8 — 10 м/с та температурі -35°С. Ан-28 вже був на полюсі, а його командир Грибанов В. М. заводив Іл-76МД на «точку». Першими покинули борт на ешелоні 1500 м начальник експедиції Білас І. Г. та заступник начальника експедиції Манчуленко Г. М., слідом за ними — половина десантної групи. Друга половина з кількома тандемниками (до парашутиста прикріплений пасажир) десантувалася на ешелоні 2500 м. Саме наявність тандемників вимагає більшої висоти для десантування. Швидкість літака під час десантування складала близько 350 км/год. Парашутисти стрибали з парашутами типу «літаюче крило», які дають змогу швидко маневрувати при заході на «точку». Після відділення від літака вони потрапили в суцільну білизну? (все зливається в один колір), в якій не було видно місця приледнення, а перед захисними окулярами спостерігалося світлове мерехтіння. Тільки відкривши парашути і сповільнивши швидкість зниження, можна було побачити сигнальні знаки і потрібний майданчик. А мерехтіння, як згодом пояснили, створювалося заломленням світла мікрокристаликами льоду, якими насичене повітря. Після завершення десантування Іл-76, зробивши прощальне коло над Північним полюсом і помахавши крилом підкорювачам вершини Земної кулі, взяв курс на Хатангу. Українські льотчики військово-транспортної авіації вперше провели десантування парашутистів в Арктиці і вдало виконали дуже складне завдання.
Учасники експедиції здійснили успішну посадку, як на літаку Ан-28, так і з парашутами, на дрейфуючу крижину, що перебувала в цей час практично в географічній «точці» Північного полюсу, де було встановлено Державний прапор України. Евакуація учасників експедиції з дрейфуючої крижини здійснювалась літаками Ан-28, Ан-26 та вертольотами Мі-8 за маршрутом Північний полюс — льодовий аеродром — о. Середній — Хатанга впродовж 10ти годин.
17 квітня 2000 р. всі учасники експедиції успішно повернулися в Хатангу. Командир екіпажу Іл-76 Шушарін К. М., ас своєї справи і прекрасна людина, в Хатанзі зізнався, що під час десантування його льотний комбінезон промок від поту. Через напругу. Адже від точності і напрямку заходу літака на «точку», моменту відділення парашутистів від борту залежало їхнє здоров'я і життя. Екіпаж з цим справився. Того самого дня льодовий аеродром припинив існування, оскільки на відстані 2-3 км почався активний дрейф величезної крижини, що призвело до утворення тріщин на злітно-посадковій смузі, які швидко розширювалися. Російським полярникам довелось упродовж майже двох тижнів здійснювати евакуацію своїх спеціалістів, які досліджують Арктику, і техніки з дрейфуючих крижин колишнього льодового аеродрому.
18 квітня 2000 р. більша частина учасників експедиції відбула до України літаком Іл-76 за маршрутом Хатанга — Москва (аеродром «Чкаловський») — Київ (аеропорт «Бориспіль»). Ан-28 вилетів на Батьківщину днем пізніше за тим же маршрутом до аеродрому «Чайка» (з 8ма проміжними посадками для технічного обслуговування та дозаправки літака), оскільки здійснювався демонтаж лиж і перестановка борта на шасі, а час перебування його у повітрі (в обидва боки) склав 40год. Всі учасники експедиції повернулися здоровими на Батьківщину в ранзі підкорювачів Північного полюсу.

## Основні результати

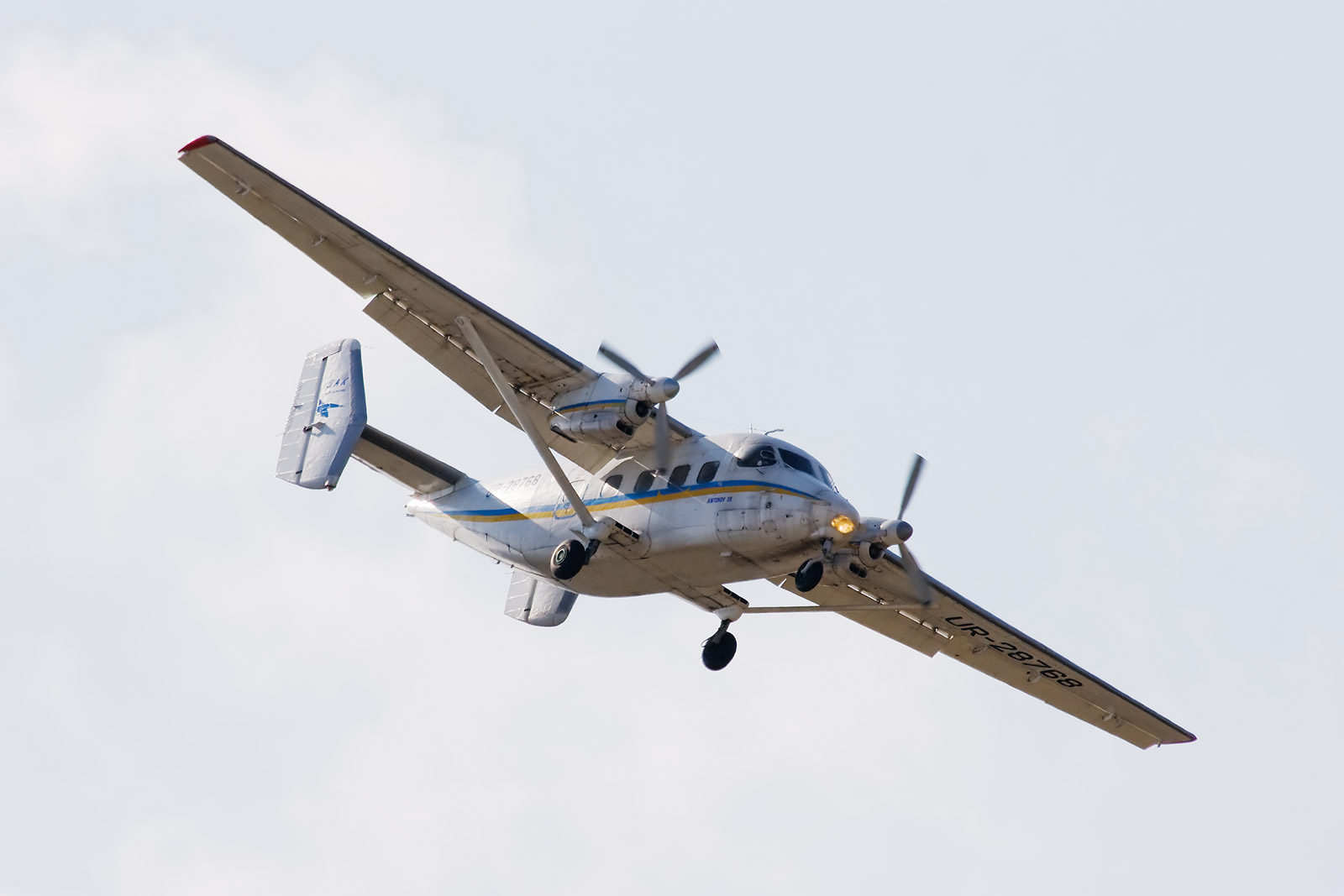
Ан-28 Центрального аероклубу (ЦАК) ім. О. К. Антонова ТСО України

Перша національна арктична експедиція України була проведена у короткі терміни, чому сприяли злагоджені дії та належна кваліфікація її учасників, котрі в складних природних умовах Арктики не зазнали жодних ушкоджень і травм, в тому числі при десантуванні. Експедиція «Україна-Північний полюс-2000» в таких масштабах і в такому форматі відбулася вперше.
Було здійснено наймасовіший парашутний десант України на дрейфуючу крижину з придатним майданчиком для приледнення розміром орієнтовно (300?300)м практично в абсолютну «точку» Північного полюсу. А вітчизняний літак Ан-28 вперше здійснив унікальний переліт за маршрутом Київ-Хатанга-Північний полюс-Хатанга-Київ та посадку в лижному варіанті на дрейфуючу крижину Північного полюсу.
Експедиція продемонструвала широкі можливості українських виробників і високу якість їхньої продукції, починаючи від екіпіровки і закінчуючи авіаційною технікою АНТК ім. О. К. Антонова, та високий професіоналізм українських авіаторів і парашутистів.